# Fırat Çelik
Fırat Çelik (Ostfildern, 25 de marzo de 1981) es un actor turco.

## Biografía
Nació en Ostfildern, Alemania. Es hijo de inmigrantes turcos de ascendencia kurda, quienes regresan a Turquía cuando él tenía dos años. Cuando Fırat tenía 9 años, su familia emigra hacia Francia. La familia Çelik se establece en los suburbios de Champigny-sur-Marne.
A los 19 años comenzó a modelar y a realizar anuncios publicitarios. Tomó clases de teatro apoyado por sus seres cercanos. En ese tiempo Fırat  no estaba muy seguro de qué carrera elegir, pero esto cambió cuando conoció al director Thierry Harcourt. Harcourt, creyó en las capacidades de Çelik y decidió entrenarlo como actor.

## Filmografía

### Televisión
| Año       | Título               | Personaje       |
| --------- | -------------------- | --------------- |
| 2008      | Famille d’acceuil    | İlhan           |
| 2009      | Kış Masalı           | Masum           |
| 2010-2012 | Fatmagül'ün Suçu Ne? | Mustafa Nalçalı |
| 2013      | 20 Dakika            | Ozan Çevikoğlu  |
| 2014      | Firuze               | Oğuz            |
| 2014-2015 | Gönül İşleri         | Asrın           |
| 2015      | Poyraz Karayel       | Mete Durukan    |

### Cine
| Año  | Título               | Personaje |
| ---- | -------------------- | --------- |
| 2009 | Welcome              | Koban     |
| 2011 | Ay Büyürken Uyuyamam | Mert      |
| 2014 | 8 Saniye             | Tayfun    |